# The Original Disco Man
The Original Disco Man è il cinquantunesimo album in studio del cantante statunitense James Brown, pubblicato nel 1979.

## Descrizione
The Original Disco Man fa parte di una serie di pubblicazioni di James Brown, risalenti tra la seconda degli anni settanta e gli inizi degli anni ottanta, ispirate al genere disco. L'album, inciso in quella che è considerata una fase di decadenza creativa, rappresenta il tentativo del cantante di reinventare la sua immagine nei panni di "padrino" della disco, questo sebbene in passato avesse preso le distanze dallo stile (aveva ribadito in più circostanze di essere il "Minister of New New Super Heavy Funk"). Emblematica in tal senso è la copertina dell'album, che ritrae l'artista seduto su una sedia "pavone" al centro di una discoteca vuota e una sfera specchiata in vista.

## Accoglienza
The Original Disco Man non riuscì a ottenere il successo sperato.
Medium lo inserisce al ventinovesimo posto della sua classifica degli album migliori di Brown e lo considera "sorprendente". Appare in una delle discografie consigliate del saggio La storia della disco music, che riporta: «La title-track, It's Too Funky in Here e l'elettrica Star Generation, con coretti femminili e beat 4/4, sono di tutto rispetto, ma inesorabilmente troppo funk per essere disco e troppo disco per essere funk». Stando a quanto afferma The New York Times, «i risultati non sono ai livelli febbrili di quelli dei suoi (di James Brown) anni migliori».

## Tracce
1. It's Too Funky in Here – 6:32
2. Let the Boogie Do the Rest – 7:22
3. Still – 6:04
4. Star Generation – 8:07
5. Women Are Something Else – 5:59
6. The Original Disco Man – 6:58
7. Love Me Tender – 2:47